# 松本キック
松本キック（まつもとキック、1969年〈昭和44年〉3月8日 - ）は、日本の漫才師・俳優。2007年（平成19年）まで大川興業に所属していた。サンミュージック所属。
三重県上野市（現：伊賀市）出身。三重県立上野高等学校卒業、神奈川大学法学部中退。血液型：O型。旧芸名・シンカ。身長174cm。体重62kg。

## 来歴
特技たる格闘技の本格的鍛錬を目指し、神奈川大学進学のために関東へ移る。
ひょんなことから大川興業入り。ハウス加賀谷とともに漫才コンビ「松本ハウス」結成。加賀谷の相方に選出された理由は、大柄で屈強、かつ、統合失調症の既往がある上に、沈静のための薬の副作用で暴れだすことがたびたびあった加賀谷を、唯一止めることができたからという。
松本ハウスは人気を博したが、加賀谷の健康問題から活動を休止し、ピン芸人となった。解散後は、お笑いに限らず俳優として客演や本公演をこなし、数は多くなかったが格闘技関連のマスコミからのコラムなども担当した。2007年（平成19年）には、舞台役者としての活動に専念するため、大川興業から籍を外した。
2009年（平成21年）、加賀谷が復帰しコンビ活動を再開。コンビ名を「JINRUI」に変えると共に、芸名をシンカとする。
2011年（平成23年）7月に、コンビ名を「松本ハウス」に戻した際に、芸名を「松本キック」に戻した。

## 著書
- 統合失調症がやってきた（2013年8月7日、イースト・プレス） ※ハウス加賀谷と共著
- 相方は、統合失調症（2016年6月23日、幻冬舎）[2]
- うたかたパンチ（2017年1月27日、幻冬社plus、電子書籍）

## 参照
1. ↑  “松本ハウス｜Sun Music Group Official Web Site”. www.sunmusic.org. 2019年1月19日閲覧。
2. ↑  “松本ハウス、復活後の葛藤明かす「ネタ覚えられない」 解散は1度だけ意識”. ORICON STYLE. (2016年7月1日) 2016年7月1日閲覧。